# Ad-Dammam
Ad-Dammam (arab. ‏الدمام‎, Ad-Dammām) – miasto portowe we wschodniej Arabii Saudyjskiej, nad Zatoką Perską, siedziba administracyjna Prowincji Wschodniej. W 2021 roku liczyło 1 279 092 mieszkańców. Ośrodek regionu wydobycia i przerobu ropy naftowej, węzeł rurociągów naftowych. W mieście znajduje się port morski i port lotniczy. Od 1975 roku działa tu Uniwersytet Króla Fajsala.